# Spezialfiguren

Eine Auswahl von Spezialfiguren

Spezialfiguren von Nikolai Panin an den Olympischen Sommerspielen 1908

Spezialfiguren waren Ende des 19. und zu Beginn des 20. Jahrhunderts eine Teildisziplin des Eiskunstlaufs. Wie bei der Pflicht mussten auch hier vorgegebene Muster möglichst exakt in das Eis „gezeichnet“ werden. Der Eisläufer balancierten dabei auf nur einer Schlittschuhkufe, was einen besonders guten Gleichgewichtssinn voraussetzte.
Während Pflichtfiguren Standardmuster waren, die auf einer Figur in der Form einer 8 basierten, so waren die Spezialfiguren vom Eisläufer selbst kreierte, kunstvolle Muster. Dazu zählten Rosetten, Sterne, Kreuze und andere Schnörkel, die von einem hohen Grad an Symmetrie geprägt waren.
Das Zeichnen von ausgefallenen Mustern auf dem Eis war charakteristisch für die amerikanische und britische Schule. Diese wurden jedoch zu Beginn des 20. Jahrhunderts durch den „Internationalen Stil“ des freien Eiskunstlaufens abgelöst, der die gesamte Eisfläche nutzte und mehr athletische, durch Musik untermalte Elemente beinhaltete.
Die Spezialfiguren standen ein einziges Mal auf dem olympischen Programm, bei den Olympischen Sommerspielen 1908 in London. Olympiasieger wurde der Russe Nikolai Kolomenkin-Panin.